# Timothy Spall
Timothy Leonard Spall, OBE (født 27. februar 1957) er en engelsk skuespiller.
Han spiller gerne håndlanger for skurke, som der sker i bl.a. Fortryllet og Sweeney Todd: Den djævelske barber fra Fleet Street og som Peter Pettigrew i Harry Potter-filmene.
Den 31. december 1999 blev han udnævnt Officer (OBE) i Order of the British Empire.
I 2014 modtog han prisen for bedste mandlige skuespiller ved filmfestivalen i Cannes, for rollen som J.M.W. Turner i Mr. Turner.

## Udvalgt filmografi
| Udgivelsesår | Titel                                               | Rolle               | Noter       |
| ------------ | --------------------------------------------------- | ------------------- | ----------- |
| 2001         | Vanilla Sky                                         | Thomas Tipp         |             |
| 2004         | Lemony Snicket - En ulykke kommer sjældent alene    | Mr. Poe             |             |
| 2004         | Harry Potter og Fangen fra Azkaban                  | Peter Pettigrew     |             |
| 2005         | Harry Potter og Flammernes Pokal                    | Peter Pettigrew     |             |
| 2006         | Grand Theft Auto: Vice City Stories                 | Barry Mickelthwaite | Stemme      |
| 2007         | Harry Potter og Fønixordenen                        | Peter Pettigrew     | Ukrediteret |
| 2007         | Fortryllet                                          | Nathaniel           |             |
| 2007         | Sweeney Todd: Den djævelske barber fra Fleet Street | Beadle Bamford      |             |
| 2008         | Appaloosa                                           | Phil Olson          |             |
| 2009         | Harry Potter og Halvblodsprinsen                    | Peter Pettigrew     |             |
| 2010         | Alice i Eventyrland                                 | Bayard              | Stemme      |
| 2010         | Kongens store tale                                  | Winston Churchill   |             |
| 2010         | Harry Potter og Dødsregalierne - del 1              | Peter Pettigrew     |             |
| 2011         | Harry Potter og Dødsregalierne - del 2              | Peter Pettigrew     |             |
| 2014         | Mr. Turner                                          | J.M.W. Turner       |             |